# Barry Otto
Barry Otto (Brisbane, 1941) è un attore australiano.

## Biografia

### Giovinezza
Barry Otto è nato a Brisbane nel 1941, figlio di un macellaio. Si è formato come artista ma è passato alla recitazione.

### Carriera
Otto ha esordito come attore nel 1975 interpretando il ruolo di Trevor McKenzie nella serie televisiva Until Tomorrow. Dopo aver recitato in diversi film come Norman Loves Rose (1982), Bliss (1985), Howling III (1987), Il vendicatore (1989) e Shadows of the Heart (1990), ottiene grande successo recitando il ruolo di Doug Hastings nel film Ballroom - Gara di ballo (1992). Per questa sua interpretazione Otto riceverà un AACTA Award come miglior attore non protagonista.
In seguito reciterà nei film The Custodian (1993), Exile (1994), Pazzi per Mozart (1996), Lilian's Story (1996), Mr. Nice Guy (1997), Oscar e Lucinda (1997), Corrispondenza d'amore (2004), Rogue (2007), Australia (2008), Il grande Gatsby (2013) e The Dressmaker - Il diavolo è tornato (2015).
Molto attivo anche in televisione, ha recitato nelle serie televisive Murder Call, Lasciate in pace i koala, The Secret Life of Us, All Saints e Dance Academy.
Artista dilettante, dipinge spesso membri della sua famiglia ed ha ottenuto due volte l'Archibald Prize.

### Vita privata
Otto ha sposato Lindsay, dalla quale ha avuto una figlia Miranda, nata il 16 dicembre 1967 a Brisbane. I due divorziarono nel 1973. Con la sua partner Sue Hill, ha un figlio, Eddy (insegnante e allenatore professionista di cricket), ed una figlia, Gracie. Gracie e Miranda Otto sono entrambe attrici.

## Filmografia

### Cinema
- Norman Loves Rose, regia di Henri Safran (1982)
- Undercover, regia di David Stevens (1983)
- September '51, regia di Ray Quint - cortometraggio (1983)
- Bliss, regia di Ray Lawrence (1985)
- The More Things Change..., regia di Robyn Nevin (1986)
- Howling III, regia di Philippe Mora (1987)
- Il vendicatore (The Punisher), regia di Mark Goldblatt (1989)
- Black Sorrow, regia di Anton Beebe - cortometraggio (1989)
- Ballroom - Gara di ballo (Strictly Ballroom), regia di Baz Luhrmann (1992)
- The Custodian, regia di John Dingwall (1993)
- The Door, regia di Josie Keys - cortometraggio (1993)
- Touch Me, regia di Paul Cox - cortometraggio (1993)
- Exile, regia di Paul Cox (1994)
- Dad and Dave: On Our Selection, regia di George Whaley (1995)
- Pazzi per Mozart (Cosi), regia di Mark Joffe (1996)
- Lilian's Story, regia di Jerzy Domaradzki (1996)
- Matrimonio sotto assedio (Mr. Reliable), regia di Nadia Tass (1996)
- Mr. Nice Guy (Yat goh ho yan), regia di Sammo Hung (1997)
- Kiss or Kill, regia di Bill Bennett (1997)
- The Beneficiary, regia di Graeme Burfoot - cortometraggio (1997)
- Oscar e Lucinda (Oscar and Lucinda), regia di Gillian Armstrong (1997)
- A Cut in the Rates, regia di Adrian Hayward - cortometraggio (1997)
- Dead Letter Office, regia di John Ruane (1998)
- The Visitor, regia di Dan Castle - cortometraggio (2002)
- Corrispondenza d'amore (Love's Brother), regia di Jan Sardi (2004)
- Single White Farmer, regia di Tristan Pemberton - cortometraggio (2006)
- La même nuit, regia di Gracie Otto - cortometraggio (2007)
- Soul Mates, regia di Naomi Rossdeutscher - cortometraggio (2007)
- Cheap Seats, regia di Phillip Donnellon - cortometraggio (2007)
- Rogue, regia di Greg McLean (2007)
- Newcastle, regia di Dan Castle (2008)
- Three Blind Mice, regia di Matthew Newton (2008)
- Australia, regia di Baz Luhrmann (2008)
- In a Pig's Eye, regia di John Paul Molloy - cortometraggio (2008)
- Schadenfreude, regia di Peter O'Brien - cortometraggio (2009)
- South Solitary, regia di Shirley Barrett (2010)
- Seamstress, regia di Gracie Otto - cortometraggio (2010)
- Waiting for the Turning of the Earth, regia di David Giles - cortometraggio (2011)
- To Face the Sun, regia di Mathieu Brelière - cortometraggio (2011)
- Il grande Gatsby (The Great Gatsby), regia di Baz Luhrmann (2013)
- The Dressmaker - Il diavolo è tornato (The Dressmaker), regia di Jocelyn Moorhouse (2015)

### Televisione
- Until Tomorrow - serie TV, 180 episodi (1975)
- Benny Hill Down Under, regia di Rod Kinnear e Richard McCarthy - film TV (1977)
- Case for the Defence - serie TV, episodio 1x09 (1978)
- Tickled Pink - serie TV, episodio 1x06 (1978)
- Spring & Fall - serie TV, episodio 1x05 (1980)
- M.P.S.I.B. - serie TV, episodio 1x03 (1982)
- The Dismissal - miniserie TV, episodio 1x02 (1983)
- Wandin Valley (A Country Practice) - serie TV, 4 episodi (1983)
- The Secret Discovery of Australia, regia di Michael Caulfield - film TV (1984)
- Singles - miniserie TV, episodio 1x01 (1984)
- Who Killed Hannah Jane?, regia di Peter Fisk - film TV (1984)
- The Fast Lane - serie TV, episodio 1x04 (1985)
- Studio 86 - serie TV, episodio 1x01 (1986)
- Frontier - miniserie TV, episodi 1x01-1x02-1x03 (1987)
- Vietnam - miniserie TV, 5 episodi (1987)
- I've Come About the Suicide, regia di Sophia Turkiewicz - film TV (1987)
- Takeover, regia di Robert Marchand - film TV (1988)
- The Hijacking of the Achille Lauro, regia di Robert L. Collins - film TV (1989)
- The Paper Man - miniserie TV (1990)
- Shadows of the Heart - miniserie TV (1990)
- G.P. - serie TV, episodio 4x21 (1992)
- Under the Skin - serie TV, episodio 1x03 (1993)
- Murder Call - serie TV, episodi 2x10-2x11 (1998)
- Outriders - serie TV, episodio 1x04 (2001)
- Invincible, regia di Jefery Levy - film TV (2001)
- Farscape - serie TV, episodio 4x10 (2002)
- Lasciate in pace i koala (Don't Blame the Koalas) - serie TV, episodi 1x01-1x03 (2002)
- Loot, regia di Shawn Seet - film TV (2004)
- Through My Eyes - miniserie TV, episodi 1x01-1x02 (2004)
- The Secret Life of Us - serie TV, episodio 4x12 (2005)
- Headland - serie TV, episodi 1x09-1x10 (2005)
- All Saints - serie TV, episodio 9x06 (2006)
- Stupid Stupid Man - serie TV, episodio 1x03 (2006)
- Dance Academy - serie TV, 6 episodi (2013)
- Pypo - serie TV, episodio 1x07 (2015)
- Rake - serie TV, episodio 4x07 (2016)
- Sisters - serie TV, 7 episodi (2017)
- The Other Guy - serie TV, episodio 2x05 (2019)

## Premi e riconoscimenti
AACTA Award
- 1985 - Candidatura come miglior attore per Bliss
- 1986 - Candidatura come miglior attore per The More Things Change...
- 1992 - Miglior attore non protagonista per Ballroom - Gara di ballo
- 1993 - Candidatura come miglior attore non protagonista per The Custodian
- 1996 - Candidatura come miglior attore non protagonista per Pazzi per Mozart

## Doppiatori italiani
Nelle versioni in italiano delle opere in cui ha recitato, Barry Otto è stato doppiato da:
- Oliviero Dinelli ne Il vendicatore (1ª edizione)
- Giuliano Giacomelli ne Il vendicatore (2ª edizione)
- Giulio Platone in Ballroom - Gara di ballo
- Sandro Iovino in Mr. Nice Guy
- Franco Zucca in Australia
- Vittorio Stagni in The Dressmaker - Il diavolo è tornato
- Luca Bottale ne Il vendicatore (ridoppiaggio)